# Philadelphia Phantoms
Philadelphia Phantoms var ett lag i AHL från 1996 till 2009 och var Philadelphia Flyers farmarlag. Phantoms har vunnit Calder Cup en gång, 1998. Phantoms spelade sin första match 4 oktober 1996. Inför säsongen 2009/2010 flyttade laget till Glens Falls, New York och blev Adirondack Phantoms.